# Deutsche Presse-Agentur

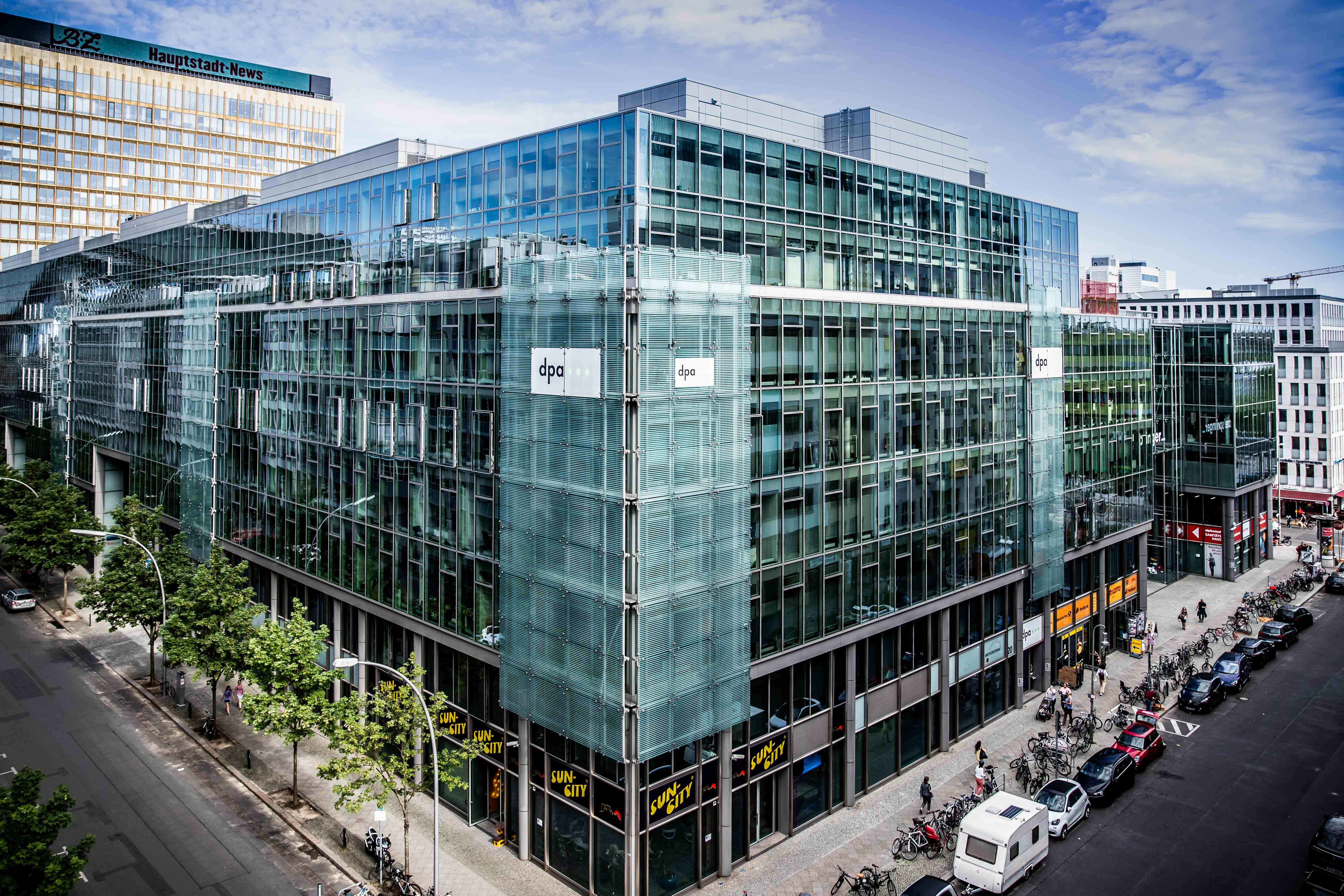
Główna redakcja w Berlinie

Deutsche Presse-Agentur (skrótowiec stylizowany: dpa) – największa niemiecka agencja prasowa z korespondentami w stu krajach. Jest czwartą co do wielkości agencją informacyjną na świecie, po Associated Press, Reutersie i Agence France-Presse.

## Charakterystyka
Powstała 18 sierpnia 1949 roku z połączenia trzech agencji powołanych tuż po wojnie przez niemieckich wydawców prasy i stacje radiowe. Przed dpa zrzeszali się oni w trzech w agencjach działających w zachodnich strefach okupacyjnych powstałych na terytorium Niemiec. Były to agencje: Deutsche Nachrichtenagentur, Süddeutsche Nachrichtenagentur, Deutscher Pressedienst. Podlegały one administracji narzuconej przez aliantów i początkowo wspomagane były przez rzeczników prasowych nie pochodzących z Niemiec. Do 1960 roku dpa korzystała z dotacji niemieckiego przemysłu, od tego czasu utrzymuje się z własnej działalności. Obecnie agencja publikuje depesze i dłuższe teksty informacyjne w językach niemieckim, angielskim, hiszpańskim, francuskim i arabskim. Zakres tematyczny nie dotyczy jedynie krajów niemieckojęzycznych chociaż koncentruje się na Europie. Serwis informacyjny, jak i repozytorium grafik i multimediów agencji dpa wykorzystywany jest przez wiele redakcji zarówno regionalnych, jak i ogólnokrajowych w Niemczech i na świecie oraz przez portale agregujące informacje jak Yahoo News (w wielu mutacjach językowych), największy niemiecki portal o charakterze nietabloidowym T-online czy w serwisy grupy 1&1. DPA zatrudnia około 1000 osób na całym świecie, w tym 450 reporterów w 50 krajowych biurach w Niemczech. W 2009 roku na 60-lecie istnienia agencja przeszła restrukturyzacje, polegającą m.in. na utworzeniu głównej redakcji w Berlinie do której przeniesiono około 50 dziennikarzy z Hamburga. W ostatnich latach korespondentką dpa w Warszawie jest Natalie Skrzypczak.